# Szent Pál-kápolna (Manhattan)
A Szent Pál-kápolna a New York-i Trinity Church episzkopális egyházközség kápolnája Manhattanben, ez az ország egyik leghíresebb, késő georgiánus templomépítészeti alkotása. Az 1766-ban épült, a Broadway 209. szám alatt található kápolna ma Manhattan egyetlen gyarmati kori egyházi épülete, és egyúttal a legrégebbi, folyamatosan használatban lévő középülete. Az évszázadokon át a történelem kereszttüzében fennmaradt templom ingyenes koncerteknek, kulturális programoknak ad otthont, évente több mint 1 millió látogatót fogad.

## Épülete
A kápolna a koloniális építészet egyik legszebb fennmaradt példája, mely a londoni híres St Martin-in-the-Fields templom mintájára született az Anna brit királynő által adományozott területen. Az épület 1794-ben karcsú óratornyot és templomhoz illő előcsarnokot kapott, lépcsői korinthoszi oszlopok által tartott főhajóba vezetnek. A fából faragott, rokokó stílusú szószék tetejére a walesi herceg címerét faragták. Tizennégy eredeti csiszolt üvegcsillárját Angliából hozatták az építők. A templom északi hajójában található az amerikai függetlenségi háborúban Québec ostrománál hősi halált halt Montgomery tábornok síremléke, mely az ifjú Herkulest ábrázolja.
A Broadway felőli oldalán levő fülkében 1790-től a templom védőszentjét, Szent Pált ábrázoló, 218 cm magas, tulipánfából faragott szobor állt. A feltehetően az észak-amerikai szobrászat egyik legkorábbi példájának tartott alkotást 2016-ban restaurálták és a kápolna belsejében helyezték el, megvédve így az időjárás viszontagságaitól, eredeti helyén csak egy másolata látható.

## Története
Építése 1764-ben kezdődött, 1766-ban szentelték fel a Trinity Church bővülő gyülekezete számára. Az ekkor még kövezetlen utcákkal körülvett, egy börtön mellett álló kápolna elég jelentéktelen volt. Szerepe megváltozott az 1776-os, 500 házat elpusztító tűzvész után, amikor csodával határos módon túlélte azt, nem úgy mint a Wall Street-nél álló Trinity Church, amelyik leégett. Annak újjáépítéséig, 1790-ig, a Szent Pál-kápolna vette át szerepét. A rövid idő alatt, míg New York City az USA fővárosa volt, G. Washington is a kápolna rendszeres látogatója volt. 1789-ben Washington elnök a beiktatása után a Federal Hallból a Kongresszus tagjaival ide vonult át istentiszteletre.
A Világkereskedelmi Központ közelsége ellenére – kevesebb mint 100 méter – a Szent Pál-kápolna csodával határos módon túlélte a 2001. szeptember 11-ei terrortámadást is. Temetőkertjét törmelékek és kidőlt fák borították, de a kápolna nem sérült meg, ólomüveg ablakai sem törtek be, pusztán a bejutott por megrongálta az orgonát. A katasztrófát követő kilenc hónapban több ezer, a helyreállítási munkákban megfáradt embert segítettek itt megpihenni, megmosdani, látták el élelemmel, biztosítottak számukra szálláshelyet.  
Egy évvel később, 2002. szeptember 11-én került sor a hívek előtti újranyitására.  
Öt évvel a katasztrófa után, 2006. szeptember 10-én istentiszteleten emlékeztek meg a segítőkről, a szertartáson részt vett az amerikai elnök, George W. Bush, Hillary Clinton szenátor, George Pataki kormányzó, Michael Bloomberg és Rudolph W. Giuliani polgármesterek is.

## Sírkert
A nyugati oldalánál húzódó temetőkertjében számos híres ember nyugszik. 810 sírkő feliratai közül 679 máig is jól olvasható, itt nyugszik többek között Richard Montgomery tábornok és felesége.

## Galéria

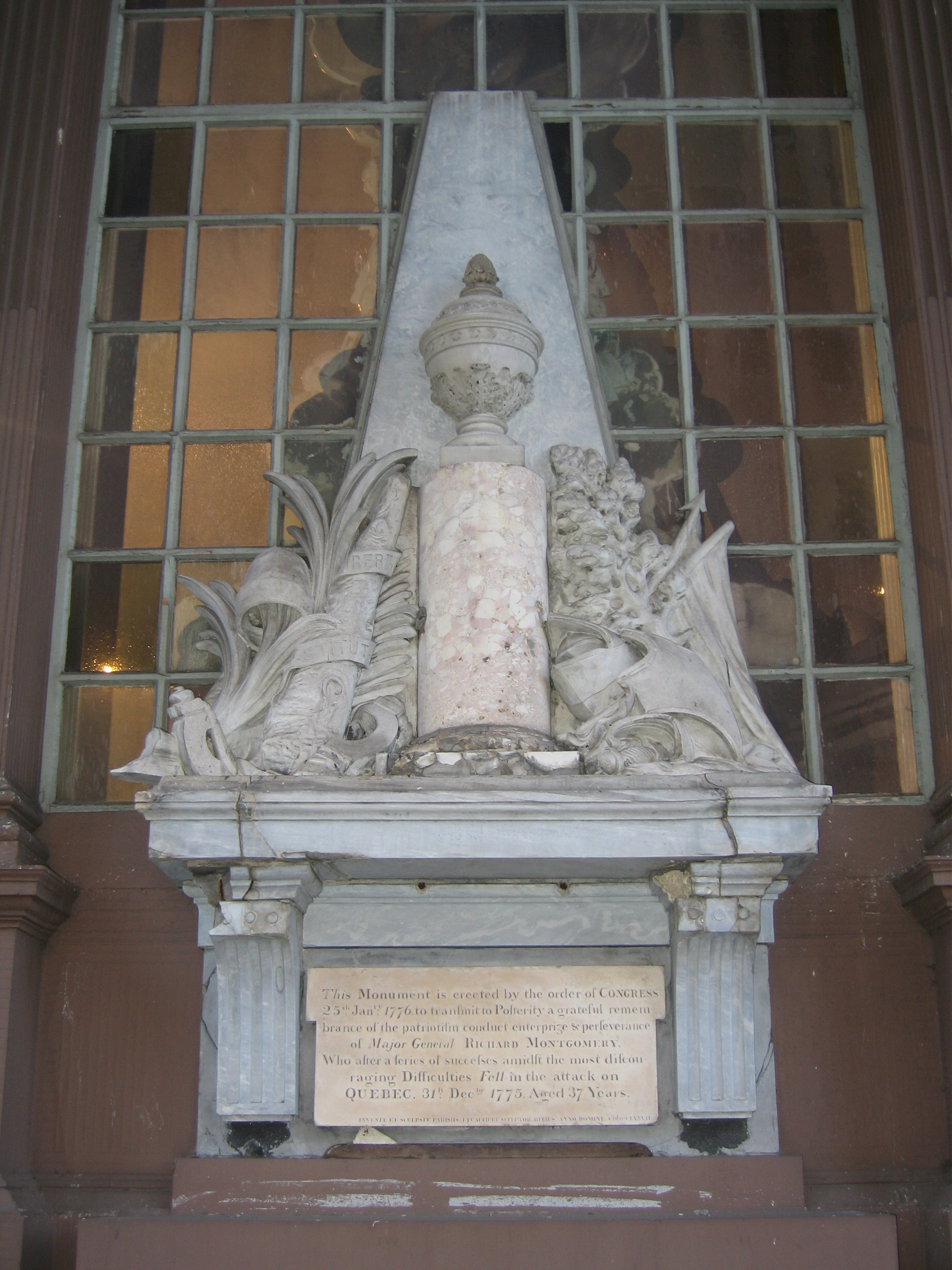
Richard Montgomery síremléke
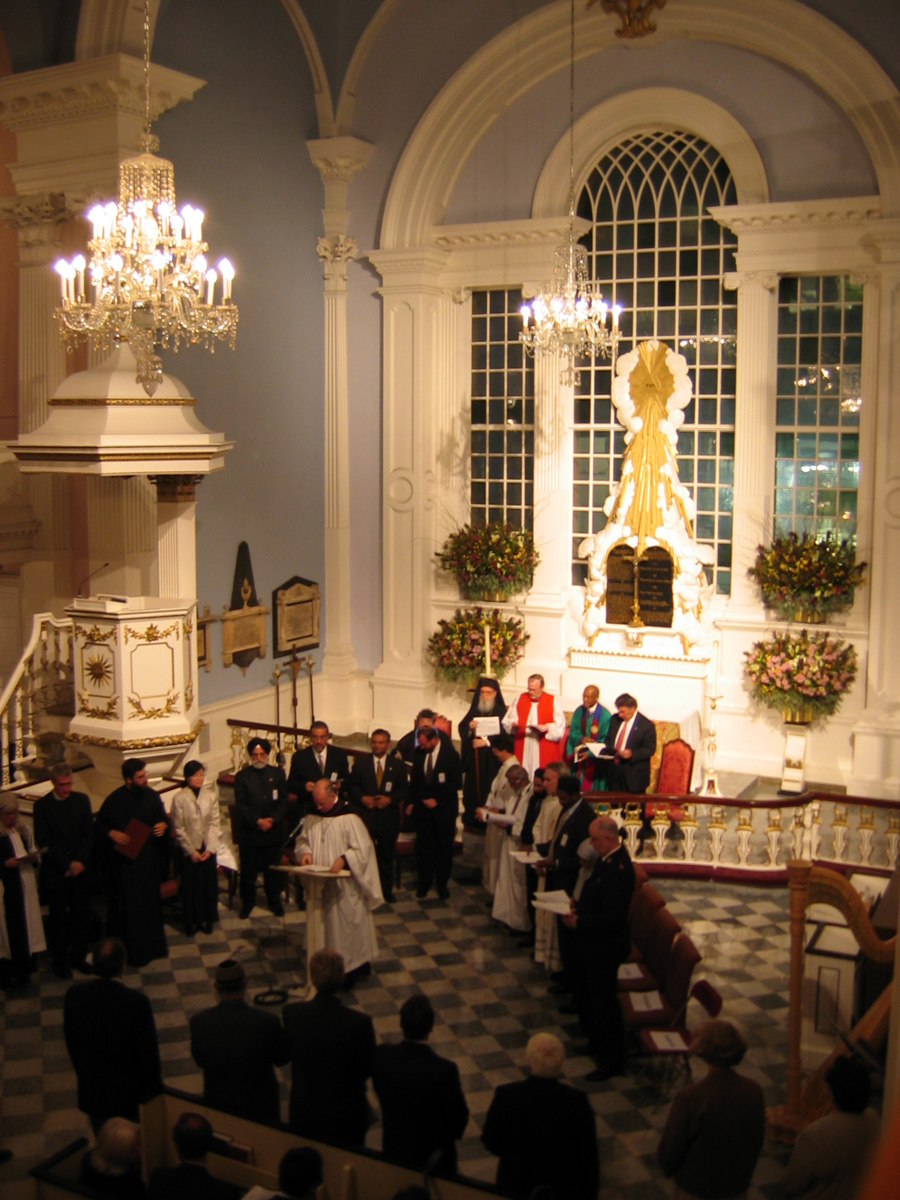
2006. szeptember 11-i istentisztelet a Szent Pál-kápolnában
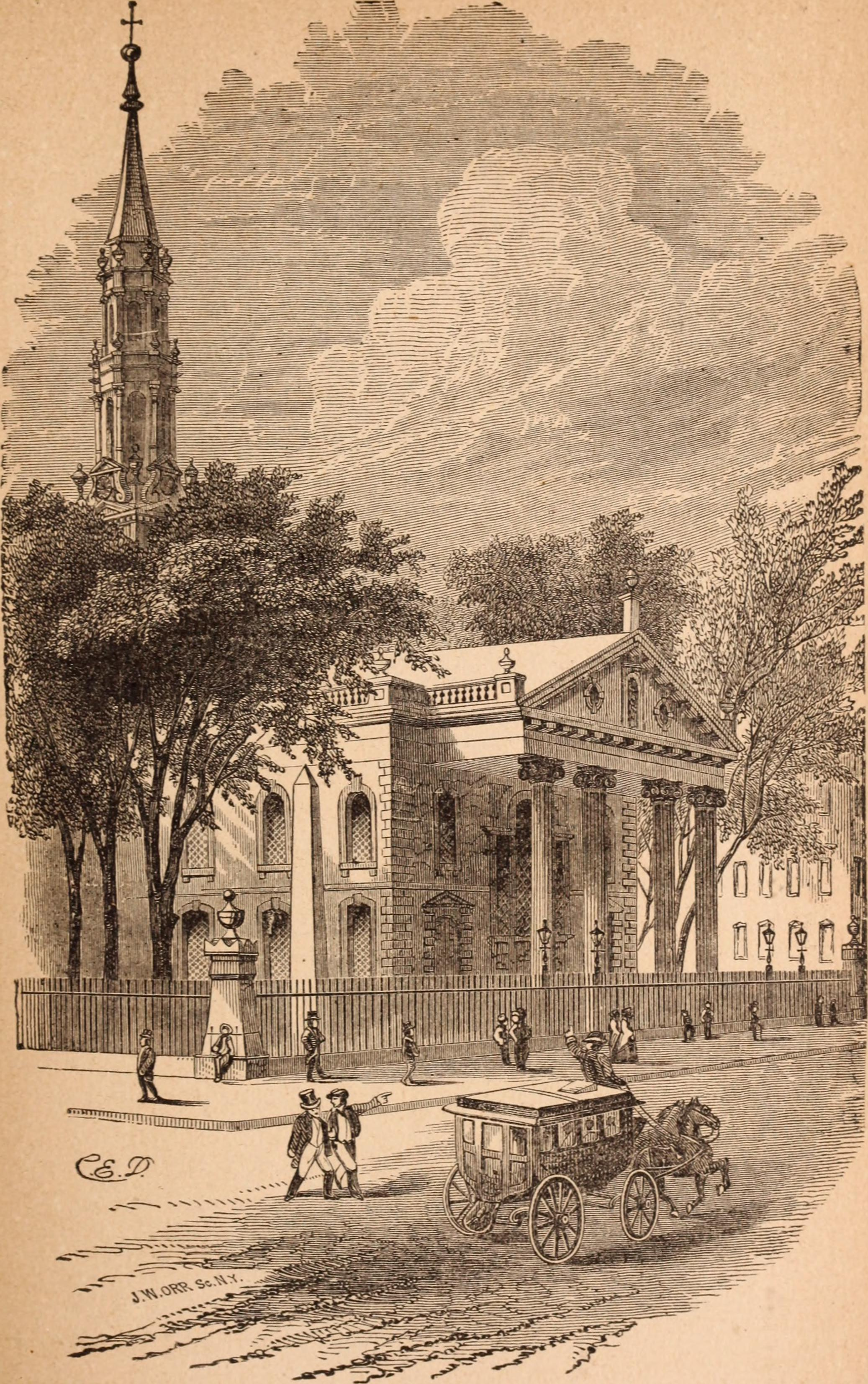
Délkeleti oldala a Broadway felől 1882-ben
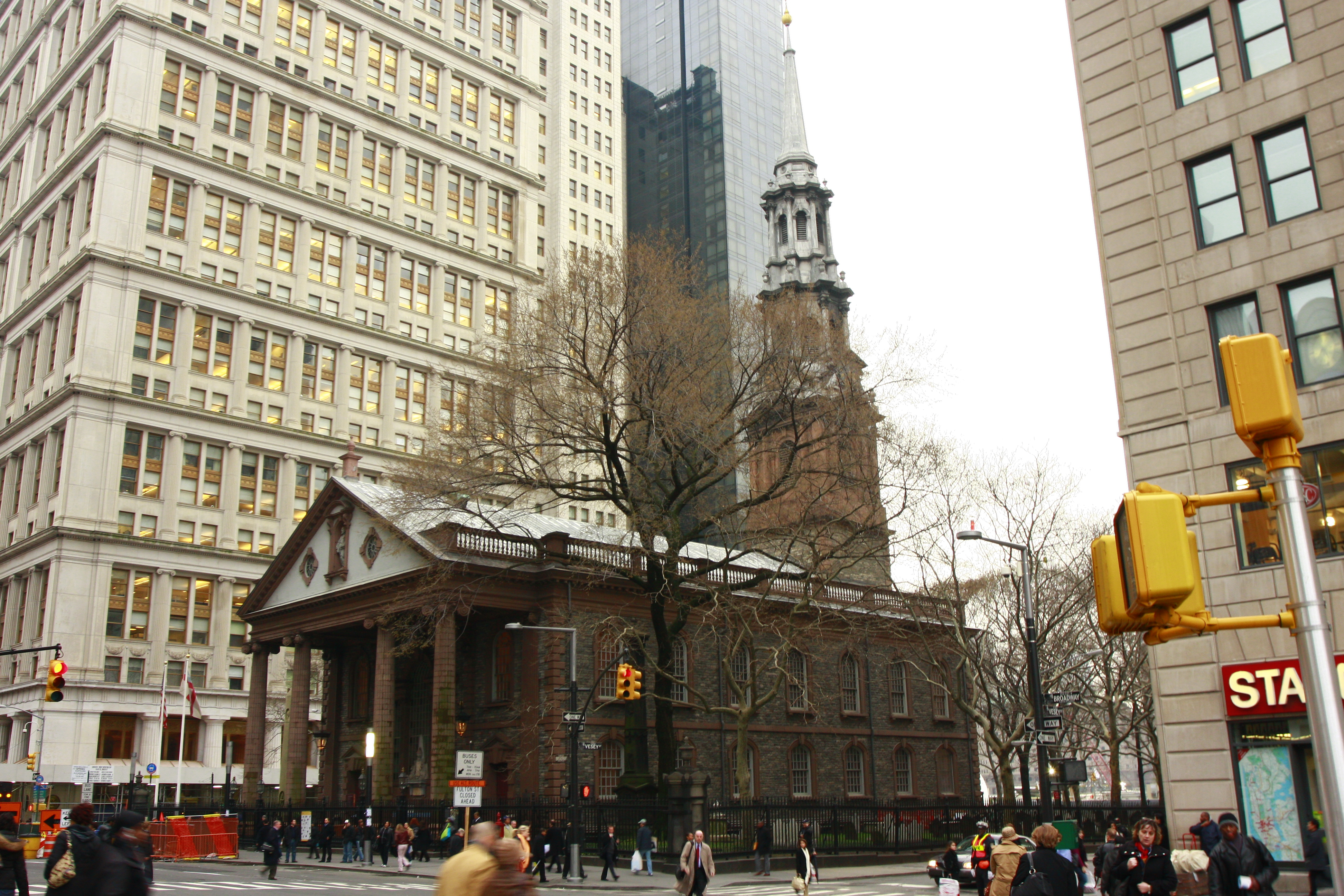
A Broadway felől 2008-ban
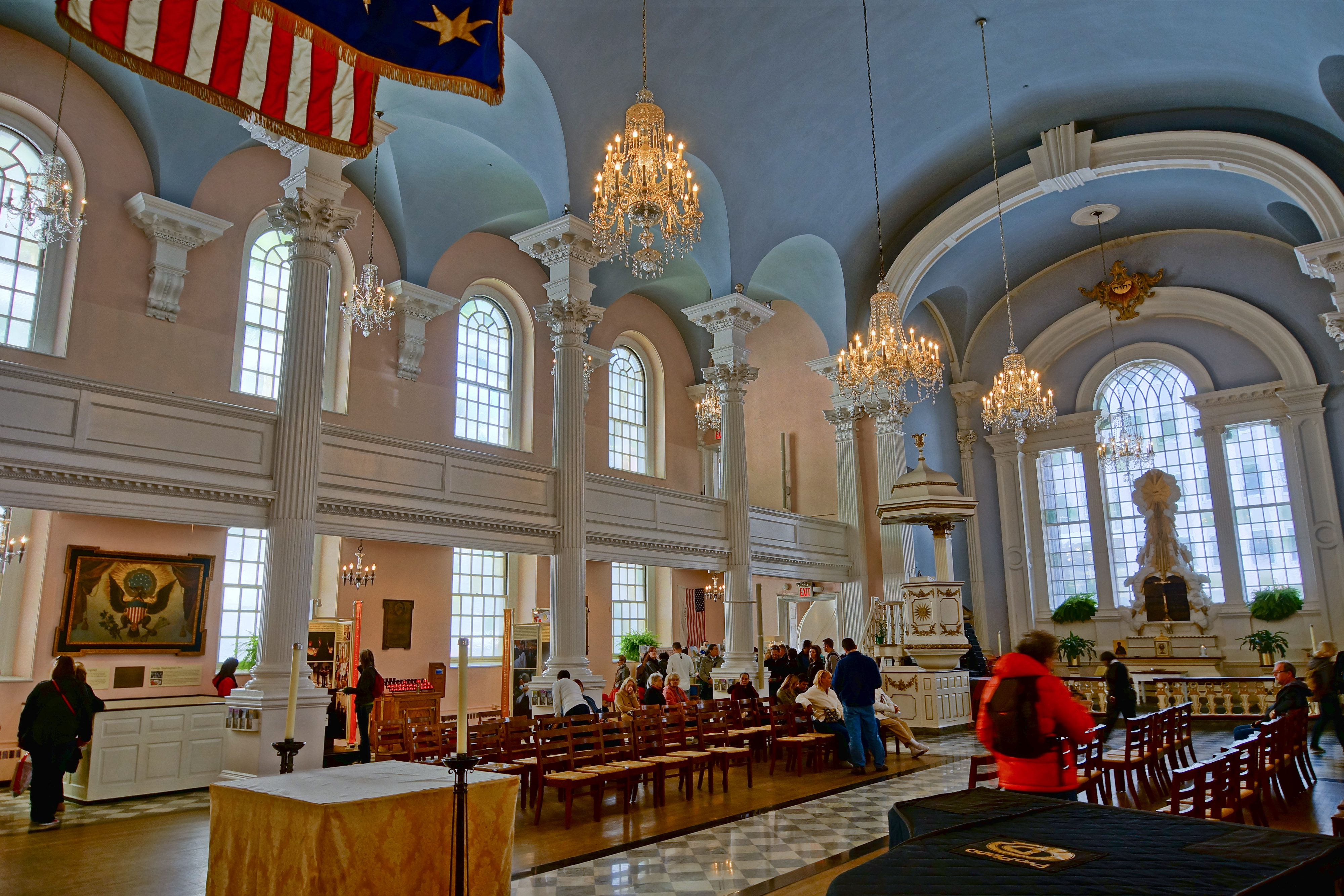
A kápolna főhajója 2012-ben
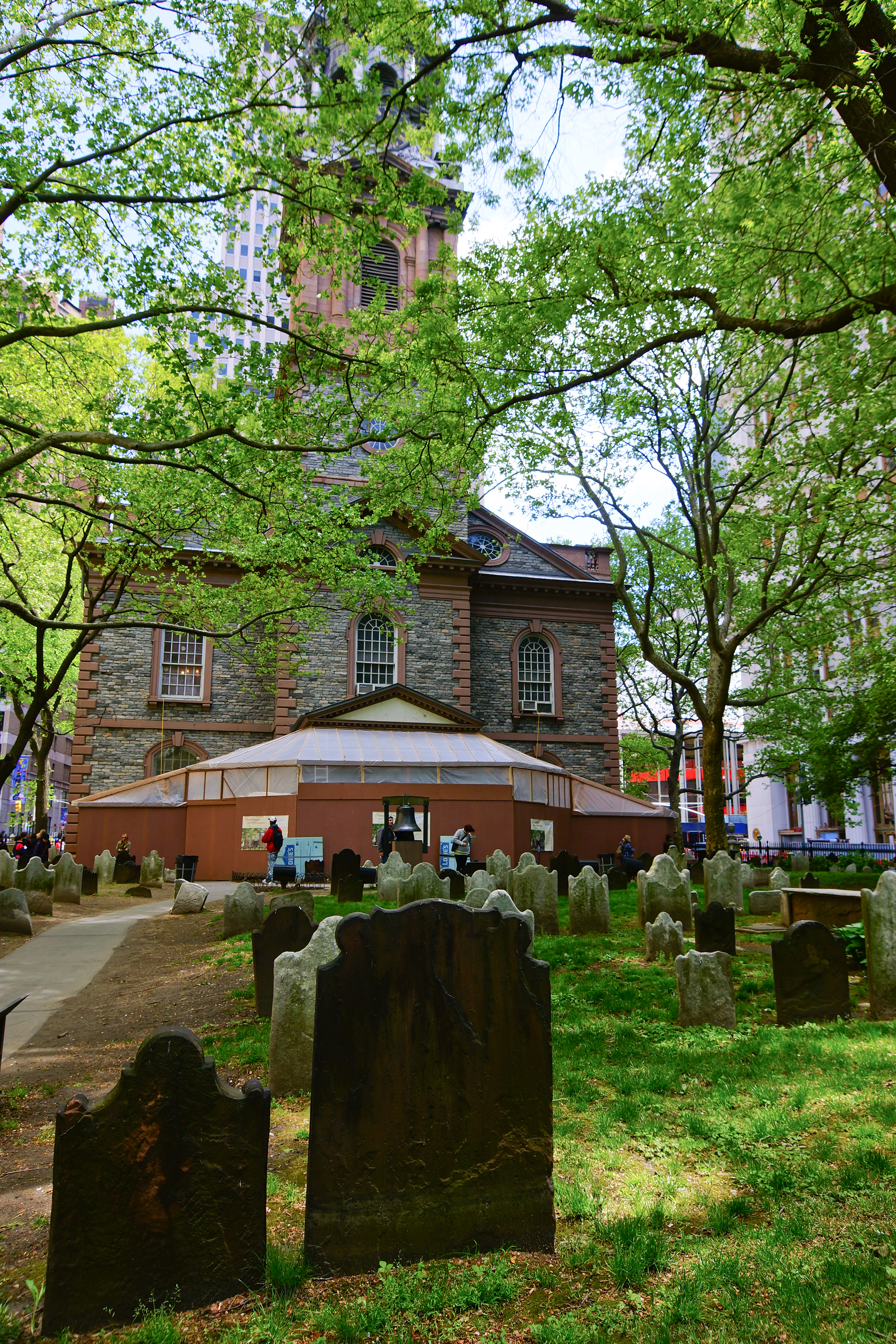
Sírkertje 2012-ben

## További információ
- Sírkert és templomkert a hivatalos honlapon
- A Trinity Church a hivatalos honlapon